# ميخائيل كولينز (صحفي)
ميخائيل كولينز (بالإنجليزية: Michael Collins)‏ هو صحفي بريطاني، ولد في 12 فبراير 1961 في والورث ‏ في المملكة المتحدة.